# Giovanni Carmine Pellerano
Giovanni Carmine Pellerano (Mazzarino, 6 febbraio 1702 – Mdina, 19 aprile 1783) è stato un arcivescovo cattolico italiano.

## Biografia
Pellerano nacque a Mazzarino, in Sicilia, il 6 febbraio 1702. All'età di 24 anni venne ordinato sacerdote e divenne membro dei Cavalieri ospitalieri di Malta.
Nel 1770 papa Clemente XIV lo nominò vescovo di Malta, succedendo a Bartolomé Rull. La sua consacrazione avvenne per mano dell'arcivescovo Alberto Maria Capobianco ed ebbe luogo il 25 agosto 1770.

### Esilio
Nel 1774 imprigionò alcuni soldati quando seppe che questi si erano dati a malmenare uno dei suoi servitori. Di conseguenza, 20 cavalieri dell'Ordine di Malta (che avevano il governo effettivo sull'isola) decisero di irrompere nella prigione vescovile per liberarli. Temendo per la propria vita, decise di lasciare il suo palazzo di Mdina. I rappresentanti del clero di tutte le parrocchie si riunirono dunque davanti alla residenza vescovile e gli chiesero di convocare un'assemblea generale per difendere i privilegi della Chiesa locale. Venne incolpato di questo malumore generale e per questo nel 1780, su insistenza del gran maestro dell'Ordine di Malta, Emmanuel de Rohan-Polduc, fu costretto a lasciare la sua diocesi senza farvi mai più ritorno. Sino alla nomina del suo successore, monsignor Gejt Grech venne nominato quale reggente della diocesi.
Dal suo esilio forzato, il 19 giugno 1780 venne nominato arcivescovo titolare di Rodi. Morì tre anni dopo, il 18 aprile 1783.

## Genealogia episcopale
La genealogia episcopale è:
- Cardinale Scipione Rebiba
- Cardinale Giulio Antonio Santori
- Cardinale Girolamo Bernerio, O.P.
- Arcivescovo Galeazzo Sanvitale
- Cardinale Ludovico Ludovisi
- Cardinale Luigi Caetani
- Cardinale Ulderico Carpegna
- Cardinale Paluzzo Paluzzi Altieri degli Albertoni
- Papa Benedetto XIII
- Papa Benedetto XIV
- Papa Clemente XIII
- Cardinale Giovanni Francesco Albani
- Arcivescovo Alberto Maria Capobianco, O.P.
- Arcivescovo Giovanni Carmine Pellerano, O.S.Io.Hier.